# NGC 7291
NGC 7291 est une vaste galaxie lenticulaire relativement éloignée et située dans la constellation de Pégase. Sa vitesse par rapport au fond diffus cosmologique est de 9 947 ± 38 km/s, ce qui correspond à une distance de Hubble de 146,7 ± 10,3 Mpc (∼478 millions d'al). NGC 7291 a été découverte par l'astronome américain Truman Safford en 1866.
En raison d'une brillance de surface égale à 14,31 mag/am2, on peut qualifier NGC 7291 de galaxie à faible brillance de surface (LSB en anglais pour low surface brightness). Les galaxies LSB sont des galaxies diffuses (D) avec une brillance de surface inférieure de moins d'une magnitude à celle du ciel nocturne ambiant.
La distance de Hubble de Leda 1516659 au sud-est près de NGC 7291 est égale à 209,55 ± 14,67 Mpc (∼683 millions d'al). Il s'agit donc d'une lointaine galaxie qui avec NGC 7291 forme un couple purement optique.